# Законодательство Туркменистана
Законодательство Туркменистана — система права, совокупность нормативных правовых актов, принятых Меджлисом Туркменистана и другими уполномоченными органами, включая подзаконные нормативные акты, изданные президентом Туркменистана и Правительством Туркменистана.
Законодательство Туркменистана теоретически основывается на Конституции Туркменистана и теоретически соответствует принципам и нормам международного права.

## Закон Туркменистана «О нормативных правовых актах»
По состоянию на 1 февраля 2016 года в Туркменистане действует Закон «О нормативных правовых актах», принятый 7 декабря 2005 года, с изменениями, внесёнными соответствующими Законами Туркменистана от 3 июля 2007 года, 10 января 2012 года и 28 февраля 2015 года.
Законом предусмотрена следующая иерархия нормативных правовых актов:
- Конституция Туркменистана;
  - Конституционные законы Туркменистана;
    - Законы Туркменистана;
      - Постановления Халк Маслахаты Туркменистана;
        - Постановления председателя Халк Маслахаты Туркменистана, указы и постановления президента Туркменистана, постановления Меджлиса Туркменистана;
          - Постановления Кабинета министров Туркменистана;
            - Акты министерств и других центральных органов государственного управления;
              - Постановления велаятских, этрапских, городских халк маслахаты;
                - Постановления хякимов;
                  - Постановления генгешей.

Издаваемые нормативные правовые акты должны соответствовать Конституции Туркменистана и другим правовым актам, имеющим более высокую, по сравнению с ними юридическую силу.

## Кодексы Туркменистана
|    | Название кодекса                                                        | Дата принятия |
| -- | ----------------------------------------------------------------------- | ------------- |
| 1  | Гражданский Процессуальный кодекс Туркменистана (недоступная ссылка)    | 18.08.2015    |
| 2  | Бюджетный кодекс Туркменистана                                          | 01.03.2014    |
| 3  | Кодекс Туркменистана об административных правонарушениях                | 29.08.2013    |
| 4  | Избирательный кодекс Туркменистана (недоступная ссылка)                 | 04.05.2013    |
| 5  | Жилищный кодекс Туркменистана (недоступная ссылка)                      | 02.03.2013    |
| 6  | Кодекс Туркменистана о социальной защите населения (недоступная ссылка) | 19.10.2012    |
| 7  | Воздушный кодекс Туркменистана                                          | 10.01.2012    |
| 8  | Семейный кодекс Туркменистана                                           | 10.01.2012    |
| 9  | Уголовно-исполнительный кодекс Туркменистана                            | 25.03.2011    |
| 10 | Лесной кодекс Туркменистана                                             | 25.03.2011    |
| 11 | Таможенный кодекс Туркменистана                                         | 25.09.2010    |
| 12 | Уголовный кодекс Туркменистана                                          | 10.05.2010    |
| 13 | Санитарный кодекс Туркменистана                                         | 21.11.2009    |
| 14 | Уголовно-процессуальный кодекс Туркменистана                            | 18.04.2009    |
| 15 | Трудовой кодекс Туркменистана                                           | 18.04.2009    |
| 16 | Кодекс торгового мореплавания Туркменистана                             | 23.10.2008    |
| 17 | Кодекс Туркменистана «О воде» (недоступная ссылка)                      | 25.10.2004    |
| 18 | Кодекс Туркменистана «О земле» (недоступная ссылка)                     | 25.10.2004    |
| 19 | Налоговый кодекс Туркменистана                                          | 25.10.2004    |
| 20 | Арбитражный процессуальный кодекс Туркменистана                         | 19.12.2000    |
| 21 | Гражданский кодекс Туркменистана                                        | 17.07.1998    |
| 22 | Гражданский процессуальный кодекс Туркменистана (недоступная ссылка)    | 29.12.1963    |